# Primera División de Bolivia 1991
La Primera División 1991 fue la 15° Temporada de la Liga de Fútbol Profesional Boliviano. Consistió en dos torneos: Apertura y Clausura. El campeón fue Bolívar que obtuvo su séptimo título de liga tras ganar los dos torneos del Campeonato.

## Formato
La Temporada 1991 se dividió en dos torneos: Apertura bajo el sistema todos contra todos (Ronda de Ida), además de un cuadrangular de grupos donde el ganador obtuvo el pase para disputar la Final del Campeonato y Clausura también con el sistema todos contra todos (Ronda de Vuelta), además con cuadrangulares de grupo, donde los 2 mejores ubicados de cada uno ingresaron a la fase final y el ganador disputó también la Final del Campeonato.
Para definir el descenso se aplicó una tabla sumatoria de los torneos disputados en la temporada, donde el equipo con más bajo puntaje descendió a Segunda División, cediendo el puesto al campeón de la Copa Simón Bolívar (Segunda División).

## Equipos y Estadios
| Equipo                  | Fundación                | Ciudad     | Estadio                 |
| ----------------------- | ------------------------ | ---------- | ----------------------- |
| Always Ready            | 13 de abril de 1933      | La Paz     | Simón Bolívar           |
| Blooming                | 1 de mayo de 1946        | Santa Cruz | Ramón Tahuichi Aguilera |
| Bolívar                 | 12 de abril de 1925      | La Paz     | Simón Bolívar           |
| Chaco Petrolero         | 15 de abril de 1944      | La Paz     | Hernando Siles          |
| Ciclón                  | 21 de septiembre de 1951 | Tarija     | IV Centenario           |
| Destroyers              | 14 de septiembre de 1948 | Santa Cruz | Ramón Tahuichi Aguilera |
| Independiente Petrolero | 4 de abril de 1932       | Sucre      | Morro de Surapata       |
| Orcobol                 | Sin Datos                | Cochabamba | Félix Capriles          |
| Oriente Petrolero       | 5 de noviembre de 1955   | Santa Cruz | Ramón Tahuichi Aguilera |
| Petrolero               | 16 de abril de 1950      | Cochabamba | Complejo Petrolero      |
| Real Santa Cruz         | 2 de mayo de 1962        | Santa Cruz | Ramón Tahuichi Aguilera |
| San José                | 19 de marzo de 1942      | Oruro      | Jesús Bermúdez          |
| The Strongest           | 8 de abril de 1908       | La Paz     | Hernando Siles          |
| Wilstermann             | 24 de noviembre de 1949  | Cochabamba | Félix Capriles          |

## Torneo Apertura

### Primera Fase
| Pos | Equipo                  | Pts | PJ | G | E | P | GF | GC | Dif |
| --- | ----------------------- | --- | -- | - | - | - | -- | -- | --- |
| 1º  | Oriente Petrolero       | 18  | 12 | 8 | 2 | 2 | 27 | 10 | 17  |
| 2º  | Independiente Petrolero | 17  | 12 | 7 | 3 | 2 | 32 | 16 | 16  |
| 3º  | Bolívar                 | 17  | 12 | 7 | 3 | 2 | 25 | 13 | 12  |
| 4º  | Blooming                | 16  | 12 | 7 | 2 | 3 | 18 | 9  | 9   |
| 5º  | San José                | 15  | 12 | 5 | 5 | 2 | 18 | 14 | 4   |
| 6º  | Orcobol                 | 15  | 12 | 6 | 3 | 3 | 12 | 11 | 1   |
| 7º  | The Strongest           | 13  | 12 | 6 | 1 | 5 | 18 | 18 | 0   |
| 8º  | Petrolero               | 11  | 12 | 4 | 3 | 5 | 15 | 12 | 3   |
| 9º  | Wilstermann             | 11  | 12 | 4 | 3 | 5 | 8  | 11 | -3  |
| 10º | Destroyers              | 10  | 12 | 3 | 4 | 5 | 12 | 21 | -9  |
| 11º | Ciclón                  | 9   | 12 | 3 | 3 | 6 | 11 | 14 | -3  |
| 12º | Chaco Petrolero         | 9   | 12 | 2 | 3 | 7 | 10 | 23 | -13 |
| 13º | Always Ready            | 8   | 12 | 2 | 2 | 8 | 9  | 25 | -16 |
| 14º | Real Santa Cruz         | 3   | 12 | 0 | 3 | 9 | 3  | 21 | -18 |

Pts = Puntos; PJ = Partidos Jugados; G = Partidos Ganados; E = Partidos Empatados; P = Partidos Perdidos; GF = Goles Anotados; GC = Goles Recibidos; Dif = Diferencia de gol
|  | Clasificados al Cuadrangular del Torneo. |

### Cuadrangular del Torneo

#### Grupo A
| Pos | Equipo            | Pts | PJ | G | E | P | GF | GC | Dif |
| --- | ----------------- | --- | -- | - | - | - | -- | -- | --- |
| 1º  | Bolívar           | 9   | 6  | 4 | 1 | 1 | 9  | 3  | 6   |
| 2º  | San José          | 8   | 6  | 4 | 0 | 2 | 12 | 6  | 6   |
| 3º  | Oriente Petrolero | 7   | 6  | 3 | 1 | 2 | 8  | 6  | 2   |
| 4º  | Orcobol           | 0   | 6  | 0 | 0 | 6 | 1  | 15 | -14 |

Pts = Puntos; PJ = Partidos Jugados; G = Partidos Ganados; E = Partidos Empatados; P = Partidos Perdidos; GF = Goles Anotados; GC = Goles Recibidos; Dif = Diferencia de gol

#### Grupo B
| Pos | Equipo                  | Pts | PJ | G | E | P | GF | GC | Dif |
| --- | ----------------------- | --- | -- | - | - | - | -- | -- | --- |
| 1º  | Blooming                | 7   | 6  | 3 | 1 | 2 | 12 | 4  | 8   |
| 2º  | The Strongest           | 6   | 6  | 3 | 0 | 3 | 10 | 11 | -1  |
| 3º  | Petrolero               | 6   | 6  | 2 | 2 | 2 | 10 | 11 | -1  |
| 4º  | Independiente Petrolero | 5   | 6  | 2 | 1 | 3 | 10 | 16 | -6  |

Pts = Puntos; PJ = Partidos Jugados; G = Partidos Ganados; E = Partidos Empatados; P = Partidos Perdidos; GF = Goles Anotados; GC = Goles Recibidos; Dif = Diferencia de gol

### Fase Final
|  | Semifinales               | Semifinales               | Semifinales               |   |         | Final                      | Final                      | Final                      | Final                      |  |
|  | Del 8 al 11 de septiembre | Del 8 al 11 de septiembre | Del 8 al 11 de septiembre |   |         | Del 15 al 22 de septiembre | Del 15 al 22 de septiembre | Del 15 al 22 de septiembre | Del 15 al 22 de septiembre |  |
|  |                           |                           |                           |   |         |                            |                            |                            |                            |  |
|  |                           |                           |                           |   |         |                            |                            |                            |                            |  |
|  | Bolívar                   | 3                         | 2                         |   |         |                            |                            |                            |                            |  |
|  | Bolívar                   | 3                         | 2                         |   |         |                            |                            |                            |                            |  |
|  | The Strongest             | 1                         | 2                         |   |         |                            |                            |                            |                            |  |
|  | The Strongest             | 1                         | 2                         |   | Bolívar | 1                          | 0                          | 1                          |                            |  |
|  |                           |                           |                           |   | Bolívar | 1                          | 0                          | 1                          |                            |  |
|  |                           |                           | San José                  | 0 | 1       | 0                          |                            |                            |                            |  |
|  | Blooming                  | 1                         | San José                  | 0 | 1       | 0                          | 0                          |                            |                            |  |
|  | Blooming                  | 1                         |                           |   |         |                            | 0                          |                            |                            |  |
|  | San José                  | 1                         | 1                         |   |         |                            |                            |                            |                            |  |
|  | San José                  | 1                         | 1                         |   |         |                            |                            |                            |                            |  |
|  |                           |                           |                           |   |         |                            |                            |                            |                            |  |

En cada llave, el equipo ubicado en la primera línea es el que ejerce la localía en el partido de ida.

#### Final del Torneo
| 15 de septiembre de 1991 | Bolívar            | 1:0 (0:0) | San José | Estadio Hernando Siles, La Paz |                            |
|                          | Carlos Borja 90+1' | Reporte   |          | Árbitro(s): Armando Aliaga     | Árbitro(s): Armando Aliaga |

| 18 de septiembre de 1991 | San José               | 1:0 (0:0) | Bolívar | Estadio Jesús Bermúdez, Oruro |                           |
|                          | Jaime Villarroel 90+5' | Reporte   |         | Árbitro(s): Pedro Saucedo     | Árbitro(s): Pedro Saucedo |

| 22 de septiembre de 1991 | San José | 0:1 (0:0) | Bolívar          | Estadio Félix Capriles, Cochabamba |                             |
|                          |          | Reporte   | Miguel Rimba 50' | Árbitro(s): Jorge Antequera        | Árbitro(s): Jorge Antequera |

## Torneo Clausura

### Primera Fase
| Pos | Equipo                  | Pts | PJ | G | E | P | GF | GC | Dif |
| --- | ----------------------- | --- | -- | - | - | - | -- | -- | --- |
| 1º  | Bolívar                 | 20  | 12 | 8 | 4 | 0 | 28 | 8  | 20  |
| 2º  | San José                | 16  | 12 | 6 | 4 | 2 | 22 | 14 | 8   |
| 3º  | Oriente Petrolero       | 15  | 12 | 5 | 5 | 2 | 21 | 12 | 9   |
| 4º  | The Strongest           | 14  | 12 | 4 | 6 | 2 | 23 | 16 | 7   |
| 5º  | Orcobol                 | 14  | 12 | 5 | 4 | 3 | 22 | 17 | 5   |
| 6º  | Blooming                | 14  | 12 | 5 | 4 | 3 | 17 | 13 | 4   |
| 7º  | Wilstermann             | 13  | 12 | 4 | 5 | 3 | 13 | 15 | -2  |
| 8º  | Real Santa Cruz         | 12  | 12 | 3 | 6 | 3 | 8  | 8  | 0   |
| 9º  | Petrolero               | 11  | 12 | 4 | 3 | 5 | 16 | 14 | 2   |
| 10º | Destroyers              | 8   | 12 | 3 | 2 | 7 | 17 | 22 | -5  |
| 11º | Ciclón                  | 8   | 12 | 2 | 4 | 6 | 8  | 14 | -6  |
| 12º | Independiente Petrolero | 7   | 12 | 3 | 5 | 4 | 16 | 26 | -10 |
| 13º | Chaco Petrolero         | 7   | 12 | 2 | 3 | 7 | 10 | 24 | -14 |
| 14º | Always Ready            | 5   | 12 | 2 | 1 | 9 | 14 | 32 | -18 |

Pts = Puntos; PJ = Partidos Jugados; G = Partidos Ganados; E = Partidos Empatados; P = Partidos Perdidos; GF = Goles Anotados; GC = Goles Recibidos; Dif = Diferencia de gol
|  | Clasificados al Cuadrangular del Torneo. |

### Cuadrangular del Torneo

#### Grupo A
| Pos | Equipo            | Pts | PJ | G | E | P | GF | GC | Dif |
| --- | ----------------- | --- | -- | - | - | - | -- | -- | --- |
| 1º  | Bolívar           | 10  | 6  | 5 | 0 | 1 | 17 | 5  | 12  |
| 2º  | Oriente Petrolero | 9   | 6  | 4 | 1 | 1 | 17 | 7  | 10  |
| 3º  | Real Santa Cruz   | 5   | 6  | 2 | 1 | 3 | 6  | 11 | -5  |
| 4º  | Orcobol           | 0   | 6  | 0 | 0 | 6 | 4  | 21 | -17 |

Pts = Puntos; PJ = Partidos Jugados; G = Partidos Ganados; E = Partidos Empatados; P = Partidos Perdidos; GF = Goles Anotados; GC = Goles Recibidos; Dif = Diferencia de gol

#### Grupo B
| Pos | Equipo        | Pts | PJ | G | E | P | GF | GC | Dif |
| --- | ------------- | --- | -- | - | - | - | -- | -- | --- |
| 1º  | San José      | 8   | 6  | 3 | 2 | 1 | 10 | 8  | 2   |
| 2º  | The Strongest | 6   | 6  | 2 | 2 | 2 | 11 | 9  | 2   |
| 3º  | Wilstermann   | 5   | 6  | 0 | 5 | 1 | 12 | 13 | -1  |
| 4º  | Blooming      | 5   | 6  | 2 | 1 | 3 | 10 | 13 | -3  |

Pts = Puntos; PJ = Partidos Jugados; G = Partidos Ganados; E = Partidos Empatados; P = Partidos Perdidos; GF = Goles Anotados; GC = Goles Recibidos; Dif = Diferencia de gol

### Fase Final
|  | Semifinales         | Semifinales         | Semifinales         |   |         | Final                 | Final                 | Final                 | Final                 |  |
|  | Del 5 al 9 de enero | Del 5 al 9 de enero | Del 5 al 9 de enero |   |         | Del 12 al 19 de enero | Del 12 al 19 de enero | Del 12 al 19 de enero | Del 12 al 19 de enero |  |
|  |                     |                     |                     |   |         |                       |                       |                       |                       |  |
|  |                     |                     |                     |   |         |                       |                       |                       |                       |  |
|  | Bolívar             | 3                   | 2                   |   |         |                       |                       |                       |                       |  |
|  | Bolívar             | 3                   | 2                   |   |         |                       |                       |                       |                       |  |
|  | The Strongest       | 1                   | 0                   |   |         |                       |                       |                       |                       |  |
|  | The Strongest       | 1                   | 0                   |   | Bolívar | 5                     | 1                     | 1                     |                       |  |
|  |                     |                     |                     |   | Bolívar | 5                     | 1                     | 1                     |                       |  |
|  |                     |                     | Oriente Petrolero   | 0 | 3       | 0                     |                       |                       |                       |  |
|  | San José            | 1                   | Oriente Petrolero   | 0 | 3       | 0                     | 0                     |                       |                       |  |
|  | San José            | 1                   |                     |   |         |                       | 0                     |                       |                       |  |
|  | Oriente Petrolero   | 0                   | 2                   |   |         |                       |                       |                       |                       |  |
|  | Oriente Petrolero   | 0                   | 2                   |   |         |                       |                       |                       |                       |  |
|  |                     |                     |                     |   |         |                       |                       |                       |                       |  |

En cada llave, el equipo ubicado en la primera línea es el que ejerce la localía en el partido de ida.

### Final del Torneo
| 12 de enero de 1992 | Bolívar                                                               | 5:0 (0:0) | Oriente Petrolero | Estadio Hernando Siles, La Paz |                             |
|                     | Luis Fernando Salinas 8' 38' · Jorge Hirano 9' 44' · Carlos Borja 36' | Reporte   |                   | Árbitro(s): Jorge Antequera    | Árbitro(s): Jorge Antequera |

| 16 de enero de 1992 | Oriente Petrolero                                   | 3:1 (1:1) | Bolívar          | Estadio Ramón Tahuichi Aguilera, Santa Cruz de la Sierra |                           |
|                     | Charles da Silva 4' · Buenaventura Ferreira 51' 79' | Reporte   | Tito Montaño 26' | Árbitro(s): Édgar Lugones                                | Árbitro(s): Édgar Lugones |

| 19 de enero de 1992 | Bolívar                   | 1:0 (0:0) | Oriente Petrolero | Estadio Félix Capriles, Cochabamba |                            |
|                     | Luis Fernando Salinas 70' | Reporte   |                   | Árbitro(s): Armando Aliaga         | Árbitro(s): Armando Aliaga |

## Campeón
Bolívar se proclamó Campeón de la Temporada al ganar los torneos Apertura y Clausura. Obteniendo su 7° título en la Era Profesional de la Liga.
|                                                          |
| Bolívar 7° Título Liguero 13° Título de Primera División |

### Definición del Subcampeonato
Los equipos de San José y Oriente Petrolero al terminar segundos en los Torneos Apertura y Clausura respectivamente, definieron el subcampeonato de la Temporada y también el cupo Bolivia 2 para la Copa Libertadores 1992.
| 22 de enero de 1992 | San José             | 1:0     | Oriente Petrolero | Estadio Félix Capriles, Cochabamba |  |
|                     | Juan Ernesto Lezcano | Reporte |                   |                                    |  |

## Sistema de Descenso
Para definir los descensos y ascensos se realizó una tabla sumatoria de todo el año, dando los siguientes resultados:
| Pos | Equipo                       | PJ | PG | PE | PP | GF | GC | Dif | Pts |
| --- | ---------------------------- | -- | -- | -- | -- | -- | -- | --- | --- |
| 1º  | Bolívar                      | 24 | 15 | 7  | 2  | 53 | 21 | 32  | 37  |
| 2º  | Oriente Petrolero            | 24 | 13 | 7  | 4  | 48 | 22 | 26  | 33  |
| 3º  | San José                     | 24 | 13 | 3  | 8  | 45 | 38 | 7   | 31  |
| 4º  | Blooming                     | 24 | 12 | 6  | 6  | 35 | 22 | 13  | 30  |
| 5º  | Orcobol                      | 24 | 11 | 7  | 6  | 34 | 28 | 6   | 29  |
| 6º  | The Strongest                | 24 | 10 | 7  | 7  | 41 | 34 | 7   | 27  |
| 7º  | Independiente Petrolero Nota | 24 | 10 | 8  | 6  | 48 | 42 | 6   | 24  |
| 8º  | Wilstermann                  | 24 | 8  | 8  | 8  | 21 | 26 | -5  | 24  |
| 9º  | Petrolero                    | 24 | 8  | 6  | 10 | 31 | 26 | 5   | 22  |
| 10º | Destroyers                   | 24 | 6  | 6  | 12 | 29 | 43 | -14 | 18  |
| 11º | Ciclón                       | 24 | 10 | 7  | 12 | 19 | 28 | -9  | 17  |
| 12º | Real Santa Cruz              | 24 | 3  | 9  | 12 | 11 | 29 | -18 | 15  |
| 13º | Chaco Petrolero              | 24 | 4  | 6  | 14 | 20 | 47 | -27 | 14  |
| 14º | Always Ready                 | 24 | 4  | 3  | 17 | 23 | 57 | -34 | 11  |

Pts = Puntos; PJ = Partidos Jugados; G = Partidos Ganados; E = Partidos Empatados; P = Partidos Perdidos; GF = Goles Anotados; GC = Goles Recibidos; Dif = Diferencia de gol
|  | Descenso Directo |

Nota: Independiente Petrolero fue penalizado con la reducción de 4 puntos por alineaciones indebidas.